# Fiumi di parole (Jalisse)
Fiumi di parole è un brano musicale dei Jalisse, con testo di Alessandra Drusian e Carmen Di Domenico (quest'ultima produttrice del duo) e musica di Fabio Ricci. È incluso nell'album Il cerchio magico del mondo, pubblicato anche come CD singolo contenente la canzone Giorno di festa. 

## Descrizione

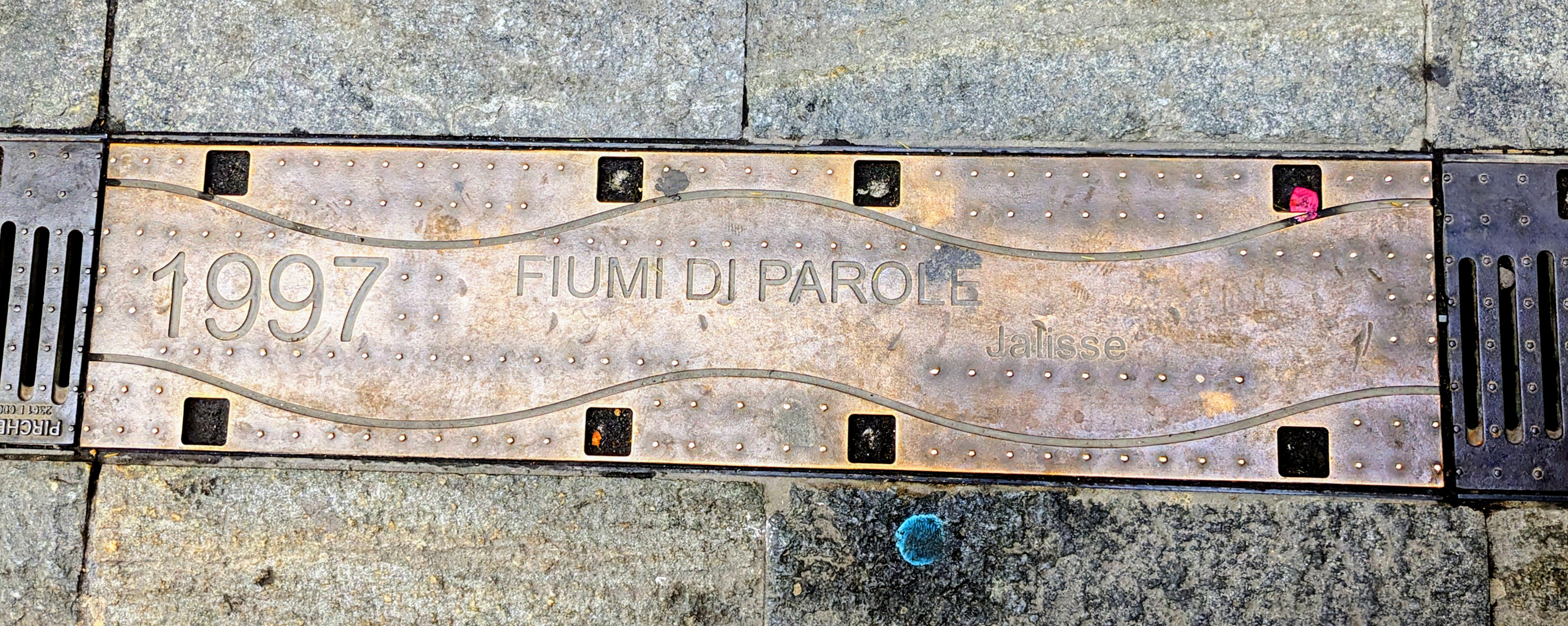
Placca di ottone, incisa col nome della canzone e cantanti, posta sul corso Matteotti, che porta al Teatro Ariston a Sanremo

Presentato in gara al Festival di Sanremo 1997 e diretto per la parte musicale dal maestro Lucio Fabbri, il brano vinse a sorpresa la kermesse ma non riuscì a scalare le vette delle classifiche di vendita dei dischi di quell'anno in Italia.
Inoltre, vi furono sospetti di plagio per quanto riguarda la canzone Listen to Your Heart dei Roxette, pubblicata nel 1988; in particolare, si è sostenuto che le due canzoni presentassero somiglianze nella melodia del ritornello, pur avendo le stesse strutture diverse tra loro. Tali accuse, riprese dai media italiani, non ebbero tuttavia riscontri giudiziari, neppure informali da parte degli autori del brano dei Roxette.
Fiumi di parole fu selezionata per partecipare all'Eurovision Song Contest 1997, dove si classificò al quarto posto con 114 punti totali: di questi ne ottenne 12 solo dal Portogallo e 10 da Slovenia, Svizzera e Croazia. Dopo l'Eurofestival il duo dei Jalisse iniziò una serie di concerti in vari Paesi, tra i quali Canada, Cile, Russia e USA.
Dopo l'uscita del libro Vox populi di Gigi Vesigna, che affermava che la Rai li avrebbe "silurati" all'Eurofestival 1997 perché non disposta a organizzare l'edizione del 1998 – come avrebbe dovuto in caso di vittoria, secondo il regolamento – i Jalisse contestualmente ipotizzarono di aver "dato fastidio" con la loro vittoria a Sanremo, ottenuta "in maniera pulita" e senza "raccomandazioni da nessuno". Nel 2009 il giornalista Gigi Vesigna, nel suo libro Vox Populi, rivelò come la sconfitta dei Jalisse alla manifestazione fosse stata pilotata dalla RAI: se avesse vinto il duo infatti, la TV pubblica italiana avrebbe dovuto per regolamento organizzare l'edizione del 1998, operazione ritenuta commercialmente svantaggiosa visto lo scarso interesse del pubblico italiano per la kermesse europea. L'Italia non partecipò più a questa competizione musicale fino al 2011.
Ben presto il duo viene bistrattato dai mass media che, tra le varie cose, fecero leva sul presunto plagio di Fiumi di parole. In realtà, grazie al buon piazzamento all'Eurovision Song Contest, iniziarono una serie di concerti e tournée all'estero, tra cui Stati Uniti d'America (Boston), Canada, Russia (Mosca) e Cile (Festival di Viña del Mar). Il disco del duo verrà nel frattempo inserito nelle programmazioni delle linee aeree della United Airlines e scelto da Fred Bronson per Billboard, come uno degli album più interessanti del 1997.
Nel 1998, anno successivo alla loro vittoria, proposero alla commissione del Festival di Sanremo il brano Le cime del Tibet, scritto e composto da Maurizio Fabrizio e Guido Morra, ma furono scartati. Anche in seguito non vennero più ammessi alla manifestazione canora nonostante, secondo quanto dichiarato da loro stessi tramite i social network, si fossero proposti per tutte 25 le edizioni successive fino a quella del 2022, pur con brani diversi da un anno all'altro.
Fiumi di parole fu poi utilizzata nel 1998 all'interno della trasmissione di Antonio Ricci Striscia la notizia su Canale 5, sotto la conduzione di Tullio Solenghi e Gene Gnocchi, per la parodia Striscia la Berisha.

## Tracce
CD singolo (1997)
1. Fiumi di parole - 3:48
2. Giorno di festa - 4:18

CD singolo (ristampa del 2005)
1. Fiumi di parole (versione del 2005) - 3:56
2. Fiumi di parole (versione originale) - 3:55
3. 6 Desiderio - 3:46
4. 6 Desidance - 3:26